# ブレートシュナイダーの公式

p, q, r, s, A, C の値から四角形の面積が求まる。

ブレートシュナイダーの公式（ブレートシュナイダーのこうしき、Bretschneider's formula）は、四角形の面積を与える公式である。四角形ABCD について、p, q, r, s をそれぞれの辺の長さ、T を半周長、A と C を互いに対角とすると、四角形の面積は
{\displaystyle {\sqrt {(T-p)(T-q)(T-r)(T-s)-pqrs\cos ^{2}{\frac {A+C}{2}}}}}
に等しい。円に内接する四角形の面積を表したブラーマグプタの公式の一般化であり、任意の四角形について成り立つ。名前の由来はドイツの数学者カール・アントン・ブレートシュナイダー（1808–1878）にちなむ。

## 証明
四角形の面積を S とすると、
{\displaystyle S=\pm \bigtriangleup {\text{ADB}}\pm \bigtriangleup {\text{BDC}}}(±は、凸四角形と凹四角形の場合を省略します){\displaystyle {\begin{aligned}&={\frac {1}{2}}ps\sin A+{\frac {1}{2}}qr\sin C\end{aligned}}}
より
{\displaystyle 4S^{2}=(ps)^{2}\sin ^{2}A+(qr)^{2}\sin ^{2}C+2pqrs\sin A\sin C}
を得る。また、余弦定理より、
{\displaystyle {\text{BD}}^{2}=p^{2}+s^{2}-2ps\cos A=q^{2}+r^{2}-2qr\cos C}
であるから
{\displaystyle {\frac {1}{4}}(q^{2}+r^{2}-p^{2}-s^{2})^{2}=(ps)^{2}\cos ^{2}A+(qr)^{2}\cos ^{2}C-2pqrs\cos A\cos C}
を得る。4S2 についての式と辺々を足し合わせ、加法定理 cos(A + C) = cos A cos C − sin A sin C を用いると、
{\displaystyle 4S^{2}+{\frac {1}{4}}(q^{2}+r^{2}-p^{2}-s^{2})^{2}=(ps)^{2}+(qr)^{2}-2pqrs\cos(A+C)}
となる。倍角の公式 {\displaystyle 1+\cos \theta =2\cos ^{2}{\frac {\theta }{2}}} を用いて変形すると、
{\displaystyle 16S^{2}=(p+q+r-s)(p+q-r+s)(p-q+r+s)(-p+q+r+s)-16pqrs\cos ^{2}{\frac {A+C}{2}}}
となる。この式は、半周長
{\displaystyle T={\frac {p+q+r+s}{2}}}
を用いて
{\displaystyle 16S^{2}=16(T-p)(T-q)(T-r)(T-s)-16pqrs\cos ^{2}{\frac {A+C}{2}}}
となり、ブレートシュナイダーの公式を得る。

## 関連する公式
円に内接する四角形については、対角の和の半分が 90°であることから、ブラーマグプタの公式
S = √(T − p)(T − q)(T − r)(T − s)
が成り立つ。また、円に外接する四角形については、対辺の和が等しく、T = p + r = q + s であることから
{\displaystyle S={\sqrt {pqrs}}\sin {\frac {A+C}{2}}}
が成り立つ。さらに外接円と内接円を持つ四角形、つまり双心四角形については、
S = √pqrs
となる。また、上記の証明は p = 0 として三角形の面積を考えているとしても通用し、ヘロンの公式
S = √T(T − q)(T − r)(T − s)
を得る。